# Segundo Tratado de Partición
El Segundo Tratado de Partición (también conocido como Tratado de Londres), fue un acuerdo firmado en la ciudad de Londres en marzo de 1700 por el Reino de Inglaterra, el Reino de Francia y las Provincias Unidas, relativo a la sucesión al trono español, dada la falta de descendencia del rey Carlos II de España.

## Historia
Según los términos del Primer Tratado de Partición de 1698, José Fernando de Baviera sería designado heredero del trono español tras el fallecimiento de Carlos II, pero la muerte de aquel en febrero de 1699 dejó sin efecto el tratado y de nuevo se produjo el vacío en la sucesión.
El Segundo Tratado de Partición establecía que la Corona española pasaría a manos del archiduque Carlos de Austria, mientras que la mayor parte de las posesiones de la Corona española en Italia -el reino de Nápoles, el reino de Sicilia y los presidios de Toscana y de Finale- además de la "provincia" de Guipúzcoa pasarían a la Corona francesa como compensación por su renuncia a sus derechos sobre el trono español. Además recibiría el ducado de Lorena y el Ducado de Bar, siendo compensado el duque de Lorena con el Milanesado que pertenecía a la Corona Española.
El tratado se firmó con la aprobación de Inglaterra, Francia y las Provincias Unidas, a pesar de la oposición del emperador Leopoldo I de Habsburgo, que reclamaba la totalidad de los territorios de la Corona española. Pero como ha señalado Joaquim Albareda, "de todos modos, las potencias europeas eran conscientes de la dificultad de que el tratado se llevara a la práctica, tanto por la lógica oposición que despertaba en la corte hispánica como por el hecho de que, ante las expectativas que generaba la previsiblemente cercana muerte de Carlos II, ninguna de ellas renunciaba a objetivos aún más ambiciosos que los pactados".
El acuerdo, que significaba la disgregación del Imperio español, también fue rechazado por Carlos II de España, quien finalmente nombró como su sucesor a Felipe de Anjou, nieto de Luis XIV de Francia. La negativa de Austria a reconocer a Felipe como rey propiciaría el inicio a la Guerra de sucesión española.